# 2020年秘魯示威
2020年秘魯示威是自2020年11月9日開始罷免马丁·比斯卡拉總統之後引發的一系列示威活動。
畢斯卡拉的支持者和左翼團體將畢斯卡拉的罷免事件視為政變。抗議活動在該國幾個城市進行了活動，以表示對總統就職的憤怒，並拒絕國會主席曼努埃爾·梅里諾的就職典禮。上任後，梅里諾成立了內閣。

## 背景
在马丁·比斯卡拉任職期間，他面臨秘魯國會的反對。他在2018年推動立憲公投時最初遭到藤森派代表大會的反對，該選舉導致法律禁止私人資助政治運動並禁止重新選舉立法者。

## 另見
- 2019－2021年黎巴嫩抗議，防疫不力是其中之一，使兩任總理下台的示威
- 2020年危地马拉示威，同樣防疫不力造成的示威
- 2020－2021年亞美尼亞示威，同樣也是最後使亞美尼亞總理下台的類似示威
- 2022年秘魯示威，民眾抗議秘魯國內通貨膨脹所引致的示威活動。